# ZONE OF THE ENDERS HD EDITION
『ZONE OF THE ENDERS HD EDITION』（ゾーン・オブ・エンダーズ エイチディーエディション）は2012年10月25日に発売されたPS3、Xbox 360用ゲームソフト。日本国外では『Zone of the Enders HD Collection』として発売されている。当初はPS Vita版も発売予定されていた。

## 概要
PlayStation 2用ソフトとして発売されたロボットアクションゲーム『ZONE OF THE ENDERS Z.O.E』と『ANUBIS ZONE OF THE ENDERS』をカップリング収録している。
『メタルギア ソリッド HD エディション』『サイレントヒル HD エディション』に続くコナミのHDリマスター作品であり、グラフィックを解像度720p、フレームレート60fpsにリマスタリング、画角を16：9のワイドモードにするなど、当世代機の標準的な仕様に合わせて製作した。公式サイトではこれを“HD（はいだら）級HS（ハイスピード）ロボットアクション”と銘打っている。リマスタリングはオリジナル版を開発した小島プロダクション監修の下、アメリカのハイボルテージソフトウェアによって行われている。
PS3通常版には『メタルギア ライジング リベンジェンス』の体験版が同梱されており、同作中の表現・描写等によりCERO：D（17才以上対象）に区分されている。また、Xbox360ダウンロード版では『Z.O.E』と『ANUBIS』がそれぞれ単体販売もされている。
オープニングには『Z.O.E』と『ANUBIS』を繋ぐ幕間劇的なアニメーションが収録されている。製作はアニメ版で縁の深いサンライズ。主題歌は『ANUBIS』同様に「Beyond the Bounds」が採用されている。

### 処理落ち問題
PS3版『ANUBIS』にてレンダリングの関係で処理落ちが発生していたため、修正パッチ及び修正済み製品版（PS3 the BEST版）が2013年7月25日に配信、発売された。修正パッチの制作は、後にPlayStation 4/Xbox One版『ファイナルファンタジー零式 HD』の製作も手掛けたヘキサドライブによって行われ、描画エンジンの総入れ替えによる処理落ちの改善だけでなく、CPUの演算処理部分の最適化等が行われた結果、パッチ適用前よりも10倍以上の高速化と高精細化が施された。
これにより、360版も同様に最適化を望むユーザーの声が多数あったが、360版では発売当初のPS3版ほどの処理落ちは発生せず、またセールス状況等を考慮した結果「360版の修正パッチ製作は見送る」と小島秀夫がコメントしている。結果、『サイレントヒル HD エディション』同様に不具合の修正はPS3版のみとなった。
この問題に対し本シリーズの続編製作プロジェクト「エンダーズプロジェクト」は一時凍結された。凍結の理由について、小島秀夫は「修正されたHD EDITIONをプレイして貰ってから、もう一度続編が欲しいか問いかけたい」と述べていた。しかしそれから新たな展開が無いまま、2015年3月19日にコナミデジタルエンタテインメントの製作本部制への移行に伴い小島プロダクションは解体され、エンダーズプロジェクトは発展的解消となった。